# Johan Paulik
Johan Paulik, pseudonimo di Daniel Ferenczic (Bratislava, 14 marzo 1975), è un attore pornografico slovacco, che ha recitato esclusivamente nei film pornografici gay prodotti dall'azienda Bel Ami.

## Biografia
Come tutte le star di Bel Ami, che è specializzata in filmografia pornografica omosessuale, sembra avere poco meno di venti anni, con pochi o nessun pelo, una corporatura muscolosa e snella, una faccia molto fanciullesca, e un pene più grande della media (18 centimetri).
Paulik afferma la sua eterosessualità, dichiarando di godere del sesso con gli uomini non perché è un omosessuale, bensì perché a Praga c'è una mentalità più aperta riguardo alla sessualità. Molti dei suoi film sono stati grandi successi; Sauna Paradiso, finora, è quello più venduto.
Il suo precoce ritiro dalle scene è stato spiegato in vario modo, una delle giustificazioni addotte era la particolare anatomia anale di Paulik, che gli rendeva complicato e doloroso il ruolo, occasionale, di ricettività sessuale.
Nel 2000, fu introdotto alla GayVN Hall of Fame. Nel 2002, diventò manager generale della Bel Ami in Europa.

## Pubblicazioni stampate
- Calendario Bel Ami 1997
- (Insieme ad altri) Calendario Bel Ami 1998
- Bel Ami Allstar Calendar (2001)
- Mandate
- Vogue Homme International, primavera-estate 2001
- Johan Paulik di Howard Roffman, Bruno Gmunder, 2001

## Filmografia

### Attore
- Vulcan: Boys of Summer (1996)
- An American In Prague (1997)
- Chain Reaction 1 (1997)
- Sunshine After The Rain (1997)
- All About Bel Ami (2001)
- Cover Boys (2001)
- Gay To Z Of Sex (2001)
- Souvenirs (2002)
- Splash (2002)
- Alpine Adventure (2003)
- Out in Africa (2006)
- Too Many Boys 2 (2007)
- French Kiss (2008)
- Private Life of Ralph Woods (2009)
- Kris And Dolph (2010)
- Step by Step: Education of a Porn Star: Kris Evans (2010)

### Regista
- Johan's Journal 1: Sun Kissed (2008)
- Johan's Journal 2: Eye Candy (2009)
- Johan's Journal 3: Sex Lab (2009)
- Johan's Journal 4: On The Set (2010)